# Anatolij Konkov
Anatolij Konkov (Oekraïens: Анатолій Дмитрович Коньков, Russisch: Анатолий Коньков) (Krasnyj Loetsj, 19 september 1949 – Kiev, 4 oktober 2024) was een Oekraïens voetballer en trainer.

## Biografie
Konkov begon zijn carrière bij Avanhard Kramatorsk en maakte in 1968 de overstap naar middenmoter Sjachtjor Donetsk. Van 1975 tot 1981 speelde hij voor Dynamo Kiev en won er vier titels en één beker mee. In 1975 won hij met zijn team ook de Europacup II en de UEFA Super Cup.
Hij speelde ook zeven jaar voor het nationale elftal en werd in 1972 Europees vicekampioen en veroverde een bronzen medaille op de Olympische Spelen in 1976.
Na zijn spelerscarrière werd hij trainer. Van 2012 tot 2015 was hij voorzitter van de Oekraïense voetbalbond.
Konkov overleed in oktober 2024 op 75-jarige leeftijd.